# Phoniscus jagorii
Phoniscus jagorii is een vleermuis uit het geslacht Phoniscus die voorkomt van Vietnam, Thailand en Laos tot Samar, Celebes en de Kleine Soenda-eilanden. De populatie uit Laos, die uit iets kleinere dieren bestaat, vertegenwoordigt mogelijk een aparte soort. Twee exemplaren uit Vietnam en Thailand hadden en kop-romplengte van 39,8 en 45,2 mm, een staartlengte van 40,2 en 36,5 mm, een achtervoetlengte van 9,1 en 8,5 mm, een tibialengte van 20,3 en 18,0 mm, een voorarmlengte van 38,0 en 35,3 mm, een oorlengte van 12,5 en 12,3 mm en een gewicht van 5,8 g (het gewicht van het tweede exemplaar is niet opgegeven).